# Les Invincibles (film, 2013)
Pour les articles homonymes, voir Les Invincibles.
Pour plus de détails, voir Fiche technique et Distribution.
Les Invincibles, également appelé Les Boulistes, est un film français réalisé par Frédéric Berthe, sorti en 2013.

## Synopsis
Moktar Boudali, dit Momo, est depuis son plus jeune âge un petit génie de la pétanque. Malheureusement, Momo a gâché ses talents en vivant de parties d’arnaques à la pétanque avec son complice et mentor Jacky. L’annonce d’un tournoi international doté de 500 000 € de gains, organisé par le célèbre Darcy, va suffire à réveiller les rêves de Momo : devenir champion de pétanque, vivre de son art et intégrer l’équipe qui représentera la France. Beaucoup d’obstacles se dresseront sur la route qui le mènera jusqu’aux arènes de Béziers, mais Momo rencontrera l’amour de sa vie, la belle Caroline tandis que Jacky reconquerra le sien ainsi que son honneur perdu.

## Fiche technique
- Titre : Les Invincibles
- Réalisation : Frédéric Berthe
- Scénario : Frédéric Berthe, Atmen Kélif, Laurent Abitbol, Martin Guyot, Céline Guyot et Jean-Pierre Sinapi
- Producteurs : Marco Cherqui, Joëy Faré et Christophe Lambert
- Société de production : Chic Films, EuropaCorp, Scarlett Production, Studio 37
- Photographie : David Quesemand
- Montage : Hugues Darmoi et Vanessa Basté
- Décors : Franck Benezech
- Musique : Evgueni Galperine et Sacha Galperine
- Société de distribution : EuropaCorp Distribution (France)
- Pays d'origine :  France
- Genre : comédie
- Durée : 98 minutes
- Date de sortie :
  -  France : 18 septembre 2013

## Distribution
- Gérard Depardieu : Jacky Camboulaze
- Atmen Kelif : Moktar "Momo" Boudali
- Édouard Baer : Stéphane Darcy
- Virginie Efira : Caroline Fernet
- Daniel Prévost : René Martinez
- Bruno Lochet : Zézé
- Pascal Elbé : Maître d'Alembert
- Simon Abkarian : Nino Lorcy
- Michel Galabru : Louis Cabanel
- Carole Franck : Isa
- Tassadit Mandi : Aïcha
- Nader Boussandel : Miloud
- Jean-Claude Baudracco : Le Maire
- Jean-François Malet : Le gendarme
- François Levantal : Le "Dentiste"
- Abdelhafid Metalsi : Le sponsor Qatari
- Guillaume Carcaud : Pedretti